# Критово (Орловская область)
Критово — деревня в составе Моховского сельского поселения Покровского района Орловской области.

## География
Деревня расположена на реке Озёрка в 17 км северо-западнее Покровского.
Имеется одна улица — Карьерная.

## История
Возможно название поселения произошло от первичного топонима «Скрытое Место», которое со временем для краткости стали называть «Скрытое», а затем — «Крытое» и, наконец, приняло нынешнее название «Критово».
Деревня известна с 1412 года.
В 1834 году построена каменная церковь с тремя алтарями. В Критово была земская больница с амбулаторией.

## Население
- 1850 год — 137 крестьян и 30 дворовых душ;
- 1918 год — 115 дворов, в которых проживало не менее 805 человек.

| 2010 |
| ---- |
| 1    |